# CLX Liceum Ogólnokształcące im. gen. dyw. Stefana Roweckiego „Grota” w Warszawie
CLX Liceum Ogólnokształcące im. gen. dyw. Stefana Roweckiego „Grota” – jedno z warszawskich liceów, z tradycjami sięgającymi lat 60. XX wieku, uprzednio Gimnazjum nr 15 w Warszawie.
Szkoła ta stosuje w swoim systemie oceniania ocenianie kształtujące. Uczniowie mogą też korzystać z tutoringu (metody polegającej na indywidualnych spotkaniach z nauczyciela z uczniami, podczas których nauczyciel przygotowuje ich do samodzielnych decyzji w zakresie ich rozwoju).

## Historia
Szkoła została wybudowana w roku 1962. W latach 1999–2017 funkcjonowała jako Gimnazjum nr 15 w Warszawie. W związku z reformą oświaty dnia 1 września 2017 szkoła została przekształcona w CLX Liceum Ogólnokształcące.

## Upamiętnienie patrona
Od czerwca 2008 roku w szkole funkcjonuje kącik pamiątek rodzinnych po patronie szkoły. Do eksponatów wystawionych w kąciku zaliczają się:
- niemowlęcy czepeczek Stefana Roweckiego
- laurka imieninowa z 1936 r.
- koperta będąca dowodem korespondencji Stefana Roweckiego[a] do córki Ireny Roweckiej[b]
- niklowy, kwadratowy zegarek[c]

Rozkaz i mus, posłuch i nakaz to sfera, w której obraca się wojsko.

W ramach dbałości o pamięć patrona, uczniowie uczestniczą w projektach: Odważmy się być wolnymi oraz Ocalić od zapomnienia..., z czym związane jest również uczestnictwo w uroczystościach rocznicowych Polskiego Państwa Podziemnego, Armii Krajowej i powstania warszawskiego.